# Emil Saudek
Emil Saudek (14. září 1876 Jihlava – 23. října 1941 Praha) byl český překladatel do němčiny, otec Erika Adolfa Saudka a prastrýc Jana Saudka a Káji Saudka.
Vzděláním doktor práv (JUDr.), zaměstnáním bankovní úředník.
Jako kulturní propagátor a překladatel se věnoval hlavně dílu Otokara Březiny.

## Životopis
Pocházel ze židovské rodiny v Polničce u Žďáru nad Sázavou. Otec Abrahan (později Adolf) byl zemědělec a kupec.
Mateřská řeč čeština, studoval v Jihlavě německé státní gymnasium. Zkouška dospělosti (maturita) 1895. Právnická fakulta ve Vídni 1896 – 1900, mezi dubnem - červnem 1892 vykonal státní zkoušku a rigorozní. 11.6. 1902 promován doktorem práv.
Od roku 1896 žil ve Vídni, pracoval v Anglorakouské bance, po návratu do Prahy v roce 1923 se stal tajemníkem Angločeské banky. Ale jeho životní vášní byla literatura, stýkal se s M. Brodem, S. Zweigem, R. M. Rilkem, F. Werflem, překládal do němčiny O. Březinu, J.S.Machara, V. Rakouse, R. Svobodovou, K. Engliše, T.G.Masaryka. Články a studie publikoval v časopisech Čas, Čechische Revue, Lid. noviny, Lípa, Nár. osvobození, Novina, Právo lidu, Přehled, Tribuna, Tvar, Vídeňský deník.

## Spolupráce s Otokarem Březinou
Saudkova hospodyně, která pocházela z Jaroměřic nad Rokytnou, mu k jeho 27. narozeninám – 14. IX. 1903 – od Otokara Březiny jako dárek přivezla pravděpodobně sbírku “Svítání na západě“ a “Hudbu pramenů“. Saudek Březinovi poděkoval a navázal s ním kontakt. Pravděpodobně v roce 1904 se Saudek osobně setkal s Březinou a další setkání následovala. Překládal pak Březinu do němčiny a psal monografie.

## Dílo
- O poezii Otokara Březiny – přednáška Akademického spolku ve Vídni, pořádaná dne 3. května 1912
- Pod oblohou Otokara Březiny (Praha, Melantrich 1928 a 1929)

## Překlady
- Otokar Březina: Hände (Wien: Frsch, 1908)
- Otokar Březina: Musik der Quellen (München, Kurt Wolf, 1923)
- Otokar Březina: Winde von Mittag nach Mitternacht (München, Kurt Wolf, 1920)
- Tomáš Garrigue Masaryk: Das neue Europa: Der slavische Standpunkt (Berlin: Volk und Welt, 1991)
- Dichter Machar und Professor Masaryk im Kampfe gegen den Klerikalismus (Wien: Suschitzky, 1912)
- Josef Svatopluk Machar: Rom (Badenweiler, 2010)